# Jarmo Lehtinen

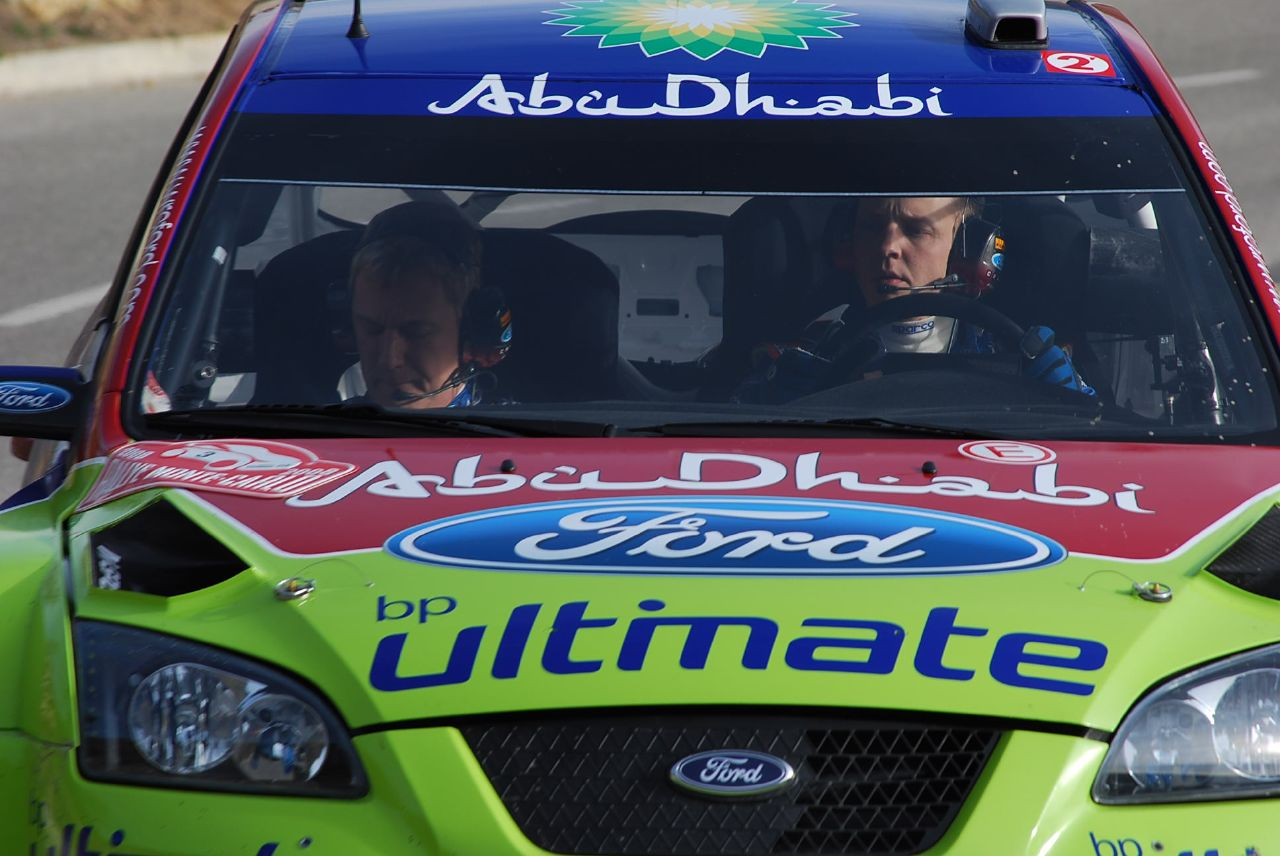
Mikko Hirvonennel a 2008-as Monte Carlo-ralin

Jarmo Lehtinen (1969. január 3. –) finn rali-navigátor. Jelenleg Mikko Hirvonen navigátora a rali-világbajnokságon.

## Pályafutása
1997-ben a finn ralin, Marko Ramanen társaként debütált a rali-világbajnokságon.
2002-óta Mikko Hirvonen navigátora. Ez idő alatt megfordultak a Subaru, a Skoda, valamint a Ford gyári csapatában. A 2006-os ausztrál ralin megszerezték első abszolút rali-világbajnoki győzelmüket. 2008-ban és 2009-ben második helyen zárták az összetett értékelést. Pályafutása alatt tizenkét győzelmet, valamint negyvenkét dobogós helyezést ért el a világbajnokságon.

### Rali-világbajnoki győzelmei
| #   | Dátum                | Rali            | Versenyző      | Autó                 | Összefoglaló |
| --- | -------------------- | --------------- | -------------- | -------------------- | ------------ |
| 1.  | 2006. október 26-29  | Ausztrál rali   | Mikko Hirvonen | Ford Focus RS WRC 06 | Összefoglaló |
| 2.  | 2007. február 16-18  | Norvég rali     | Mikko Hirvonen | Ford Focus RS WRC 06 | Összefoglaló |
| 3.  | 2007. október 26-28  | Japán rali      | Mikko Hirvonen | Ford Focus RS WRC 07 | Összefoglaló |
| 4.  | 2007. nov 30-dec 2   | Brit rali       | Mikko Hirvonen | Ford Focus RS WRC 07 | Összefoglaló |
| 5.  | 2008. április 24-27  | Jordán rali     | Mikko Hirvonen | Ford Focus RS WRC 07 | Összefoglaló |
| 6.  | 2008. június 13-15   | Török rali      | Mikko Hirvonen | Ford Focus RS WRC 08 | Összefoglaló |
| 7.  | 2008. okt 31-nov 2   | Japán rali      | Mikko Hirvonen | Ford Focus RS WRC 08 | Összefoglaló |
| 8.  | 2009. június 12-14   | Akropolisz-rali | Mikko Hirvonen | Ford Focus RS WRC 09 | Összefoglaló |
| 9.  | 2009. június 26-29   | Lengyel rali    | Mikko Hirvonen | Ford Focus RS WRC 09 | Összefoglaló |
| 10. | 2009. júl 31-aug 2   | Finn rali       | Mikko Hirvonen | Ford Focus RS WRC 09 | Összefoglaló |
| 11. | 2009. szeptember 4-6 | Ausztrál rali   | Mikko Hirvonen | Ford Focus RS WRC 09 | Összefoglaló |
| 12. | 2010. február 11-14  | Svéd rali       | Mikko Hirvonen | Ford Focus RS WRC 09 | Összefoglaló |

## Külső hivatkozások
- Profilja a wrc.com honlapon
- Profilja az ewrc.cz honlapon